# 민우 (1985년)
민우(본명: 서민우, 1985년 2월 8일 ~ 2018년 3월 25일)는 대한민국의 남성 그룹 백퍼센트의 리더이자 서브보컬 멤버였다.

## 학력
- 대구경동초등학교 (졸업)
- 대구동중학교 (졸업)
- 대륜고등학교 (졸업)
- 경북대학교 농업생명과학대학 응용생물학과 (졸업)

## 활동
2012년에 남성 아이돌 그룹 백퍼센트로 데뷔 이전 인터넷 얼짱으로 유명세를 치렀으며 2006년 한국방송공사 드라마 《반올림 3》의 주연으로 발탁되어 연예계에 입문했다. 같은 해, 첫 영화 《특별시 사람들》 역시 주연 발탁으로 인해 주목받는 신예 배우로 화제를 모은 바 있다. 그 외 2007년 SBS 드라마 《왕과 나》와 2008년 영화 《기다리다 미쳐》를 통해 안정감 있는 연기를 보이며 차츰 자신의 영역을 넓혀갔다. 2014년 3월 4일 입대하였으며 2015년 12월 3일 전역했다. 2018년 3월 25일 강남구 자택에서 급성 심정지로 숨진 채 발견되었다.

## 출연작
- 2006년 KBS 2TV 《반올림 3》 공윤 역
- 2006년 영화 《특별시 사람들》 이남 역
- 2007년 SBS 《왕과 나》 송만득 역
- 2008년 영화 《기다리다 미쳐》 송호신 역
- 2013년 KBS2 《부부클리닉 사랑과 전쟁》 게스트 출연
- 2016년 KBS2 《KBS 드라마 스페셜 - 평양까지 이만원》 고민구 역